# スーリヤヴァルマン2世
スーリヤヴァルマン2世 / スールヤヴァルマン2世（スリーとスーリ、スルー、バとヴァなど表記ゆれ多数。クメール語: សូរ្យវរ្ម័នទី២, Suryavarman II, ? - 1150/2年）は、クメール王朝（現在のカンボジア付近）の王（在位：1113年 - 1150/2年）。

## 生涯
ダーラニンドラヴァルマン1世の大甥。1145年にチャンパ王国の首都ヴィジャヤを陥落させ、スーリヤヴァルマンの時代に王朝の領土は最大となった。また、アンコール・ワットを建設した。副王（ウッパラージャ）時代には現在のタイ王国にあるピマーイ遺跡も建設している。
一方で、戦争と大規模な建築事業により国内は疲弊し、死後、反乱や王位簒奪が起こったとされる。
従兄弟にあたるダーラニンドラヴァルマン2世が王位を継承した。